# Jarod (personaggio)
(Jarod)
Jarod è il protagonista della serie televisiva statunitense Jarod il camaleonte (The Pretender in originale), interpretato da Michael Terry Weiss (da adulto) e da Ryan Merriman (da bambino). Jarod è un bambino prodigio, rapito e confinato nella struttura nota come Centro che, una volta cresciuto, decide di fuggire per aiutare persone in difficoltà e per ritrovare i suoi genitori scomparsi. Per nascondersi dal Centro che gli è sempre alle costole, Jarod continua in ogni episodio della serie a impersonare persone diverse, facilitato dalle sue conoscenze che gli permettono di identificarsi in qualsiasi persona lui voglia.

## Ispirazione
Il personaggio di Jarod è basato sulla figura di Ferdinand Waldo Demara, capace di esercitare in vita numerose professioni diverse tra loro, pur non avendo conseguito alcuno studio specifico. Alla sua "attività" ha posto fine l'FBI, che lo ha arrestato, dopo che questi aveva terminato un'operazione a cuore aperto.
Michael T. Weiss, attore che interpreta Jarod, venne contattato dalla produzione mentre si trovava al Sundance Film Festival. Weiss accettò la parte perché gli permetteva di interpretare un ruolo diverso a seconda dell'episodio. Nel corso di un'intervista, l'attore rivelò che il suo maggior riferimento nell'interpretazione di Jarod era Peter Sellers in Oltre il giardino.

## Personaggio

### Aspetto
Jarod è un uomo dal fisico imponente e statuario e dall'altezza elevata, ma nonostante la sua costituzione ispira già dalla prima impressione l'idea di una brava persona, principalmente per il suo sincero sorriso sul volto. Jarod, tuttavia, presenta spesso anche uno sguardo freddo e sottile, il quale lo caratterizza come estremamente ambiguo e rendono difficile capire quale sia il suo reale schieramento o se stia dicendo o no la verità.
Solitamente il personaggio veste con dei completi neri; talora di pelle, talora rigorosamente in giacca e cravatta. Tuttavia in alcune occasioni lo si è visto con delle t-shirt aderenti o in tenute sportive, tuttavia la maggior parte della serie la passa indossando le varie divise dei lavori che svolge per nascondersi dal Centro.

### Personalità
Jarod è ritratto come un uomo estremamente rilassato, e solo raramente lo si è visto arrabbiato. A detta del suo attore, Michael T. Weiss, Jarod "incarna la perfezione". Tramite le sue abilità da "simulatore" è in grado di diventare qualsiasi persona voglia o riprodurre ogni tipo di mestiere nei minimi dettagli. Queste sue abilità, unite alla sua persona sincera, dolce, affettuosa e simpatica, rendono Jarod lo stereotipo del perfetto eroe moderno. Nonostante i rischi e le brusche realtà della sua vita da lavoratore e da quella in fuga dal Centro, egli tenta di mantenere integra la sua onestà e sfoggia un atteggiamento positivo e molto ironico. Ogni volta che inizia a fare un nuovo mestiere, Jarod si presenta a qualcuno con degli alias, ma sempre col suo nome seguito da un cognome di fantasia (ad esempio Jarod Smith) tranne in una puntata in cui si fa chiamare Dick Dixon.
Jarod ha un grande senso di giustizia. Indaga su casi riguardo a persone (e a volte a bambini) uccisi o maltrattati per scoprire i veri colpevoli, per poi punirli in modi molto sadici e intelligenti. Spesso ritorce contro gli assassini la punizione che loro stessi hanno inflitto alle loro vittime. Contemporaneamente è ben conscio che il Centro, nella figura di Miss Parker, gli sta alle costole, ma nonostante ciò non mostra paura, anzi sembra essere attratto dal rischio e non si fa scrupoli a giocare con i suoi inseguitori, specialmente Miss Parker alla quale è solito fare un regalo alla fine di ogni episodio.
Ama molto stare con i bambini, dai quali impara come divertirsi, e a volte si comporta come tale, in quanto lui stesso non è mai stato un bambino; ad esempio compra oggetti assurdi e infantili, guarda i cartoni animati e va matto per i dolciumi. Spesso sono proprio i bambini, ma a volte altri personaggi, che inconsciamente fanno scoprire al protagonista diversi oggetti; in alcuni episodi, ad esempio, Jarod scopre i fumetti di Batman mentre in un altro i Twinkies. Il numero preferito di Jarod è l'8.
Jarod era affezionato molto alla madre di Miss Parker quando lei era in vita come si può vedere nel secondo episodio della prima stagione. Lo stesso affetto è simile a quello che Jarod prova per Sidney, l'unico uomo di cui possa realmente fidarsi e parlare liberamente. Oltre a questi personaggi, Jarod ha anche un rapporto alquanto strano e difficile con Miss Parker, sua accanita inseguitrice. Nel corso della serie si scopre che erano amici d'infanzia e che si sono scambiati il primo bacio, inoltre è l'unico a cui Miss Parker ha svelato il suo vero nome. Insieme, inoltre, hanno perso delle persone care durante la loro infanzia. Da adulti i loro destini si sono nuovamente intrecciati ed entrambi si aiutano reciprocamente nella ricerca del loro passato. Nonostante ciò, Miss Parker ha inizialmente tentato di ostacolare Jarod nella ricerca del suo passato.
Dal primo episodio della seconda serie la personalità di Jarod cambia radicalmente facendolo diventare più intransigente e, a volte, anche più violento. Inoltre cambia anche la pettinatura. Questo è forse dovuto all'apparente morte di suo fratello Kyle. Inoltre, inizia anche ad avere più rapporti con Sidney e Miss Parker e di conseguenza con il Centro.
Jarod, inoltre, è allergico ai pistacchi ed ama particolarmente il cibo caldo e piccante Ha gruppo sanguigno AB negativo, proprio come suo fratello Kyle.

## Biografia del personaggio

### Antefatti
Jarod è il figlio di una donna di nome Margareth e del Maggiore Charles. La sua data di nascita gli è sconosciuta. Viene portato al Centro da Jacob nel 1963 all'età di quattro anni come rivela il Signor Raines e viene subito affiancato a Sidney, uno psicologo europeo che da quel momento diventa il suo mentore e una figura paterna. Sidney sottopone Jarod ad esperimenti e prove che prendono il nome di "simulazioni" con lo scopo di fargli risolvere ipotetiche situazioni di pericolo grazie alle sue capacità fuori dal comune. Eseguendo questi test, Jarod diventa un Camaleonte, ovvero una persona capace di diventare chiunque voglia essere.
Per circa 37 anni Jarod lavora nel Centro, senza sapere in che modo vengano usate le sue "simulazioni". Sempre in questo periodo, inoltre, Jarod ha creduto che il suo cognome fosse Russell, cosa successivamente smentita. In seguito, sconvolto dalla scoperta che il Centro gli aveva sempre mentito sulla sorte dei suoi familiari (facendogli credere che fossero morti), e dall'uso malvagio che facevano delle sue capacità, Jarod fugge e si nasconde negli Stati Uniti, continuando a impersonare continuamente persone diverse oltre che per nascondersi, anche allo scopo di aiutare le altre persone grazie alle conoscenze acquisite. La sua fuga dal Centro avviene con altri due fuggitivi: Alex ed Eddie. Il primo viene apparentemente ucciso nella fuga, mentre il secondo riesce a scappare con Jarod. Prima di fuggire, inoltre, Jarod entra in possesso di tutti i DSA (Digital Simulation Archive) che aveva effettuato e che racchiudevano tutta la sua vita al Centro.
Per recuperarlo, il Centro ingaggia alcuni dei suoi migliori elementi, tra cui spiccano i nomi di Miss Parker, figlia di Catherine Parker, e Sidney, il suo vecchio mentore.

### Nella serie
Jarod inizia, quindi, a fuggire dal Centro e si spinge in moltissimi posti con l'unico scopo di trovare alcune informazioni sui suoi genitori e sul suo passato. Contemporaneamente inizia a impersonare persone diverse in modo da aiutare varie persone in difficoltà e cercare anche di risolvere vari gialli. Con uno scambio di informazioni tra lui e il Centro, Jarod riesce ad ottenere la prima informazione sul suo passato, ovvero una foto di sua madre Margareth e, successivamente, altre informazioni tramite un investigatore che lo aveva cercato da piccolo su incarico di sua madre.
Sempre in questo periodo, inoltre, Jarod entra in contatto con Angelo, altro simulatore, che si dimostra una buona fonte di informazioni e un buon alleato nella ricerca del passato di Jarod. Proprio grazie ad Angelo che Jarod ritrova Kyle, il ragazzo con cui ha condiviso le torture del Centro, che altri non è che suo fratello. Contemporaneamente a questa scoperta, Jarod raggiunge anche l'abitazione dei suoi genitori, scopre i loro nomi (Margareth e Charles) e anche di avere una sorella minore, Emily, nata dopo il suo rapimento. Mentre Kyle viene coinvolto in un'esplosione che lo uccide apparentemente, Jarod riesce ad incontrare la madre e la sorella a Boston, e le avverte in tempo di allontanarsi dopo aver incontrato il Signor Raines, che già precedentemente aveva dimostrato di sapere qualcosa sul suo passato. Raines viene però colpito da un misterioso cecchino, che si rivelerà successivamente Sidney. Jarod, quindi, riesce a fuggire.
Successivamente Jarod ritrova Kyle a Dry River, nel deserto dell'Arizona, dove però finisce in una trappola del Centro organizzata da Mr. Lyle. Kyle si sacrifica, permettendo a Jarod di fuggire e di continuare la ricerca sulla loro famiglia.
Proprio in questo periodo, Jarod scopre dell'esistenza delle Schede Rosse che contengono le informazioni riguardo al passato dei simulatori del Centro. Le informazioni riveleranno a Jarod altre informazioni sia sul suo passato che su quello di Miss Parker.
Verso la fine della terza stagione, Jarod scopre che suo padre, il maggiore Charles, è ancora vivo e potrebbe trovarsi in una base segreta al Circolo Polare Artico. Jarod riesce a trovarlo, ma contemporaneamente scopre che il Centro è riuscito a creare un suo clone da bambino. Jarod salva il bambino e lo affida a su padre, mentre lui viene catturato dal Centro, da cui riesce a fuggire nuovamente all'inizio della quarta stagione.
Nel corso della quarta stagione, Jarod si innamora di una giovane donna, Zoey, in fuga dal suo ex fidanzato e dal suo passato. I due finiranno anche per progettare la loro fuga, ma Jarod sarà costretto a rinunciare per rintracciare sua sorella Emily.
Nell'ultima puntata della serie, Jarod, grazie ad un'indicazione del maggiore Charles, riesce a ritrovare la sorella Emily che lavora come reporter a Filadelfia. Prima del loro incontro, però, Emily viene gettata dal palazzo in cui lavorava da Mr. Lyle. Jarod riesce, fortunatamente, a salvare la sorella e scopre da quest'ultima dell'esistenza di un giovane ragazzo di nome Ethan, che successivamente si scoprirà essere il figlio di Catherine Parker e del maggiore Charles, e quindi fratello di Emily e dello stesso Jarod.

### Nei film televisivi
Dopo la cancellazione, la serie è proseguita con due film televisivi: Il Camaleonte Assassino (The Pretender 2001) e L'Isola Del Fantasma (The Pretender: Island Of The Haunted).
Nel primo film, Jarod ed Ethan si alleano per combattere il Centro. Contemporaneamente, però, Jarod è costretto ad affrontare Alex (il simulatore che era stato apparentemente ucciso durante la sua prima fuga dal Centro) che ha rapito Mr Parker. Jarod, quindi, si unisce a Miss Parker per liberare Mr Parker e sconfiggere Alex, ma proprio durante l'inseguimento, mentre sta per catturarlo, l'uomo si getta da un ponte dopo aver rivelato a Jarod che il Centro desidera riaverlo non soltanto perché è un simulatore.
Nel secondo film, Jarod si dirige nell'Isola degli Ossessionati dove tenta, inutilmente, di ricongiungersi con sua madre. Sempre in quest'isola, inoltre, Jarod, insieme a Miss Parker, riesce a recuperare delle pergamene che contengono delle verità che possono compromettere il Centro. Per distruggerle, il Signor Parker si getta nell'oceano con esse, ma nonostante ciò le pergamene riemergono su una spiaggia. Su di esse vi appare una scritta simbolica: Il Centro dovrà svilupparsi. L'eletto sarà trovato, un bambino di nome Jarod.

## Abilità
Jarod è un "simulatore", ovvero una persona in grado di diventare qualsiasi persona voglia o riprodurre ogni tipo di mestiere nei minimi dettagli (dottore, pilota, guardacoste ecc.). Egli è anche in grado di riprodurre qualsiasi esperienza giungendo a provare le stesse emozioni di persone che l'hanno vissuta in prima persona, anche a distanza di anni. Jarod ha, quindi, un'ottima capacità di osservazione, è infatti capace di cogliere anche il più piccolo dettaglio nascosto in qualsiasi immagine o ripresa video, caratteristica che lo rende un ottimo indagatore.
Oltretutto Jarod è in grado di utilizzare qualsiasi tipologia di arma da fuoco, dimostrando una mira praticamente infallibile. Jarod è dotato di una grande intelligenza tattica e strategica ed ha anche una notevole competenza di autodifesa.

## Altre apparizioni
Jarod compare anche in tre episodi della serie TV Profiler, nel corso di cross-over promossi dalla NBC. Nella terza stagione la prima parte di una storia del 19º episodio (titolo originale episodio: End Game) di Jarod Il Camaleonte trova conclusione nel 20º episodio (titolo originale: Grand Master) della terza stagione di Profiler. Nella quarta stagione la prima parte del 10º episodio (Spin Doctor) di Jarod il camaleonte trova seguito nel 10º episodio (Clean Sweep) della quarta stagione di Profiler. Nei cross-over compaiono anche i due principali personaggi della serie Profiler. Al termine dell'episodio di Profiler Jarod scompare tra lo stupore della protagonista.
Jarod riappare anche nella puntata 18 (La pianista) della quarta stagione di Profiler, questa volta con una trama a sé stante.